# Lepidoscia melitora
Lepidoscia melitora är en fjärilsart som beskrevs av Edward Meyrick 1893. Lepidoscia melitora ingår i släktet Lepidoscia och familjen säckspinnare. Inga underarter finns listade i Catalogue of Life.